# Newport, Kentucky

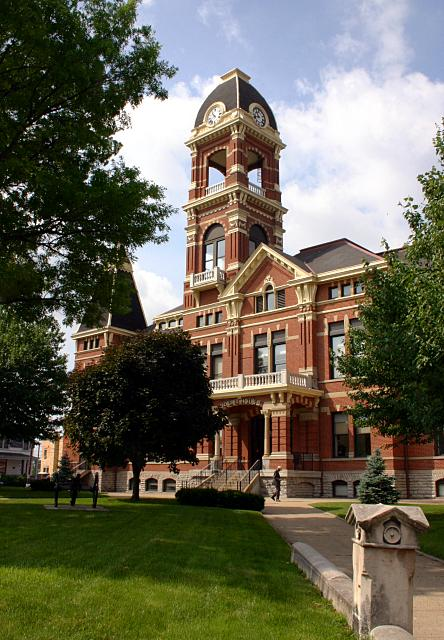
Tòa án quận Campbell ở Newport, Kentucky

Newport là một thành phố nằm trong quận quận Campbell, bang Kentucky, Hoa Kỳ, tại nơi hợp lưu của sông Ohio và sông Licking. Thành phố có diện tích km2, dân số theo năm 2000 là 17.048 người. Thành phố này nằm trong vùng đô thị Đại Cincinnati có dân số 2 triệu người.